# Campeonato Europeu de Voleibol Feminino de 2003
O Campeonato Europeu de Voleibol Feminino de 2003 foi a 23ª edição deste torneio bianual que reúne as principais seleções europeias de voleibol feminino. A Confederação Europeia de Voleibol (CEV) foi a responsável pela organização do campeonato. Ocorreu na Turquia entre  20-28 de setembro de 2003. Na final, a seleção da Polônia conquistou seu primeiro título ao bater a seleção da casa. Małgorzata Glinka foi eleita a MVP do torneio.
Um fato relevante sobre esta edição do torneio foi que pela primeira vez na história a seleção da Rússia (que competiu de 1949-1991 como União Soviética), termina o torneio fora das 3 primeiras colocações, sendo eliminada ainda na primeira fase.

## Participantes
| Grupo A - Alemanha - Eslováquia - Romênia - Rússia - Sérvia e Montenegro - Turquia | Grupo B - Bulgária - Itália - Países Baixos - Polônia - Chéquia - Ucrânia |

## Fase Preliminar

### Grupo A
|    | Time                | Pontos | J | V | D | PV  | PP  | Ratio | SV | SP | Ratio |
| -- | ------------------- | ------ | - | - | - | --- | --- | ----- | -- | -- | ----- |
| 1. | Alemanha            | 10     | 5 | 5 | 0 | 401 | 328 | 1.223 | 15 | 2  | 7.500 |
| 2. | Turquia             | 9      | 5 | 4 | 1 | 393 | 342 | 1.149 | 14 | 3  | 4.667 |
| 3. | Rússia              | 8      | 5 | 3 | 2 | 378 | 342 | 1.105 | 10 | 7  | 1.286 |
| 4. | Romênia             | 7      | 5 | 2 | 3 | 393 | 391 | 1.005 | 6  | 12 | 0.500 |
| 5. | Sérvia e Montenegro | 6      | 5 | 1 | 4 | 354 | 403 | 0.876 | 5  | 12 | 0.417 |
| 6. | Eslováquia          | 5      | 5 | 0 | 5 | 310 | 422 | 0.735 | 2  | 15 | 0.133 |

### Grupo B
|    | Time          | Pontos | J | V | D | PV  | PP  | Ratio | SV | SP | Ratio |
| -- | ------------- | ------ | - | - | - | --- | --- | ----- | -- | -- | ----- |
| 1. | Países Baixos | 9      | 5 | 4 | 1 | 456 | 411 | 1.109 | 14 | 6  | 2.333 |
| 2. | Polônia       | 9      | 5 | 4 | 1 | 512 | 469 | 1.092 | 13 | 9  | 1.444 |
| 3. | Itália        | 8      | 5 | 3 | 2 | 409 | 383 | 1.068 | 11 | 7  | 1.571 |
| 4. | Bulgária      | 7      | 5 | 2 | 3 | 456 | 456 | 1.000 | 10 | 11 | 0.909 |
| 5. | Ucrânia       | 7      | 5 | 2 | 3 | 405 | 426 | 0.951 | 7  | 12 | 0.583 |
| 6. | Chéquia       | 5      | 5 | 0 | 5 | 367 | 460 | 0.798 | 5  | 15 | 0.333 |

## Fase Final
|  | Semi Finais         | Semi Finais         |   |                     | Final               | Final |  |
|  |                     |                     |   |                     |                     |       |  |
|  | 2003-09-27 – Ankara |                     |   |                     |                     |       |  |
|  | Alemanha            | 2                   |   |                     |                     |       |  |
|  | Polônia             | 3                   |   |                     |                     |       |  |
|  |                     |                     |   |                     |                     |       |  |
|  |                     |                     |   |                     | 2003-09-28 – Ankara |       |  |
|  |                     |                     |   |                     | Polônia             | 3     |  |
|  |                     | Turquia             | 0 |                     |                     |       |  |
|  |                     |                     |   |                     |                     |       |  |
|  |                     |                     |   |                     |                     |       |  |
|  |                     |                     |   |                     | 3º lugar            |       |  |
|  | 2003-09-27 – Ankara | 2003-09-27 – Ankara |   | 2003-09-28 – Ankara | 2003-09-28 – Ankara |       |  |
|  | Turquia             | 3                   |   | Alemanha            | 3                   |       |  |
|  | Países Baixos       | 0                   |   |                     | Países Baixos       | 2     |  |

|  | 5º-8º lugar         | 5º-8º lugar         |   |                     | 5º lugar            | 5º lugar |  |
|  |                     |                     |   |                     |                     |          |  |
|  | 2003-09-27 – Ankara |                     |   |                     |                     |          |  |
|  | Bulgária            | 2                   |   |                     |                     |          |  |
|  | Rússia              | 3                   |   |                     |                     |          |  |
|  |                     |                     |   |                     |                     |          |  |
|  |                     |                     |   |                     | 2003-09-28 – Ankara |          |  |
|  |                     |                     |   |                     | Rússia              | 3        |  |
|  |                     | Itália              | 0 |                     |                     |          |  |
|  |                     |                     |   |                     |                     |          |  |
|  |                     |                     |   |                     |                     |          |  |
|  |                     |                     |   |                     | 7º lugar            |          |  |
|  | 2003-09-27 – Ankara | 2003-09-27 – Ankara |   | 2003-09-28 – Ankara | 2003-09-28 – Ankara |          |  |
|  | Romênia             | 1                   |   | Bulgária            | 3                   |          |  |
|  | Itália              | 3                   |   |                     | Romênia             | 1        |  |

## Final ranking
| Colocação | Time                |
| --------- | ------------------- |
| 1         | Polônia             |
| 2         | Turquia             |
| 3         | Alemanha            |
| 4.        | Países Baixos       |
| 5.        | Rússia              |
| 6.        | Itália              |
| 7.        | Bulgária            |
| 8.        | Romênia             |
| 9.        | Sérvia e Montenegro |
| 9.        | Ucrânia             |
| 9.        | Eslováquia          |
| 9.        | Chéquia             |

## Premiações Individuais
- Maior Pontuadora:  Małgorzata Glinka (POL)
- Melhor Atacante:  Yelizaveta Tishchenko (RUS)
- Melhor Bloqueadora:  Kathy Radzuweit (GER)
- Melhor Sacadora:  Elles Leferink (NED)
- Melhor Sacadora:  Gülden Kayalar (TUR)
- Melhor Levantadora:  Magdalena Śliwa (POL)
- Melhor Recepção:  Nicoleta Tolisteanu (ROM)

## Ligações Externas
- Resultados CEV
- Resultados